# Плантејшон Ајланд (Флорида)
Плантејшон Ајланд (енгл. Plantation Island) насељено је место без административног статуса у америчкој савезној држави Флорида.

## Демографија
По попису из 2010. године број становника је 163, што је 39 (-19,3%) становника мање него 2000. године.
| Група             | 2000.       | 2010.       |
| Белци             | 195 (96,5%) | 155 (95,1%) |
| Афроамериканци    | 0 (0,0%)    | 2 (1,2%)    |
| Азијати           | 0 (0,0%)    | 0 (0,0%)    |
| Хиспаноамериканци | 7 (3,5%)    | 5 (3,1%)    |
| Укупно            | 202         | 163         |